# Insert
Pentru un tip de modul informatic denumit "insert" vedeți articolul despre plugin.

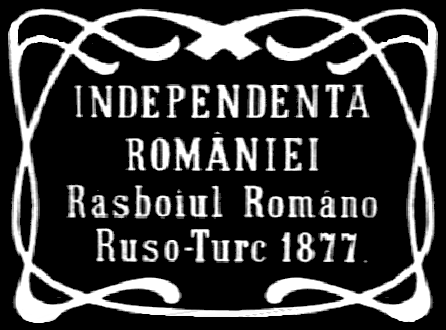
Titlu din filmul „Independenţa României” (1912)

Insertul (sau titlu, plural inserte, inserturi)  din filmul mut este o secvență de text filmat, introdusă în cadrul filmului, care conține o informație necesară spectatorului pentru a înțelege pe deplin acțiunea desfășurată pe ecran.
Inițial, se foloseau doar pentru a indica denumirea „vederii” care urmează („Sonde la Ploiești”, „Hora aromânilor din Pind” etc.). Ulterior, în titluri au fost incluse secvențe narative și scurte dialoguri. 
Inserturile erau uneori ornamentate cu o ramă, în care se regăseau — de obicei — inițialele producătorului.
Anumiți producători de epocă au privit inserturile ca pe un artificiu inutil. Friedrich Murnau declara că „filmul ideal nu are nevoie de text”. Ca urmare, filmul său din 1924, „Der Letzte Mann”, nu conține nici un insert. Mulți realizatori au urmat exemplul său prin disimularea textelor informative în panouri, indicatoare, ziare etc.
Insertul a dispărut aproape în totalitate o dată cu apariția filmului sonor. Totuși, mai este utilizat și astăzi, pentru efecte artistice ori pentru a indica localizarea în timp și spațiu a acțiunii. Printre cele mai celebre inserturi ale filmului sonor este cel din trilogiile „Războiul stelelor”: „A long time ago in a galaxy far, far away...”

## Alte exemple de inserturi

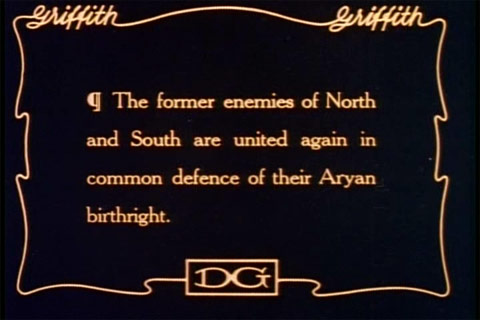
Din „Naşterea unei naţiuni” (1915) David Griffith